# جيروم سالي
جيروم سالي (بالإنجليزية: Jerome Sally)‏ هو لاعب كرة قدم أمريكية أمريكي، ولد في 24 فبراير 1959 في شيكاغو في الولايات المتحدة.

## وصلات خارجية
- جيروم سالي على موقع مرجع كرة القدم المحترفة.كوم (الإنجليزية)